# Podział administracyjny Kościoła rzymskokatolickiego na ziemiach polskich (1795–1918)
Podział administracyjny Kościoła rzymskokatolickiego na ziemiach polskich w latach 1795–1918

## Podział administracyjny Kościoła rzymskokatolickiego w Polsce w momencie pierwszego rozbioru Polski (1772)
metropolia gnieźnieńska
- archidiecezja gnieźnieńska
- diecezja poznańska
- diecezja chełmińska
- diecezja płocka
- diecezja kujawska
- diecezja łucka
- diecezja wileńska
- diecezja inflancka
- diecezja krakowska
- diecezja żmudzka
- diecezja smoleńska
- diecezja wrocławska[a]

metropolia lwowska
- archidiecezja lwowska
- diecezja przemyska
- diecezja kamieniecka
- diecezja chełmska
- diecezja kijowska z siedzibą w Żytomierzu
- diecezja bakowska[a]

Diecezje podległe bezpośrednio Stolicy Apostolskiej:
- diecezja warmińska

## Podział administracyjny Kościoła rzymskokatolickiego na ziemiach polskich w latach 1772–1815
Zmiany granic państw dokonane w wyniku trzech rozbiorów Polski wymusiły również zmiany granic jednostek administracji kościoła rzymskokatolickiego.
Na terenach zaboru rosyjskiego już w 1783 powołana została archidiecezja mohylewska. W 1798 utworzona została diecezja mińska. W tym samym roku z połączenia diecezji łuckiej i kijowskiej powołano diecezję łucko-żytomierską. Zniesione zostały diecezje: smoleńska (1798), inflancka i bakowska (1818).
Na ziemiach zaboru austriackiego powołano następujące diecezje: tarnowską (istniała w latach 1783–1805), lubelską (1805), kielecką (1805). W 1805 zniesiona została diecezja chełmska.
W zaborze pruskim powołano diecezje: warszawską (1797) i wigierską (1799).
Podział administracyjny w roku 1815 przedstawiał się następująco:
Prusy
metropolia gnieźnieńska
- archidiecezja gnieźnieńska
- diecezja poznańska
- diecezja chełmińska
- diecezja płocka
- diecezja kujawska
- diecezja wrocławska

Diecezje podległe bezpośrednio Stolicy Apostolskiej:
- diecezja warszawska
- diecezja warmińska
- diecezja wigierska

Austria
metropolia lwowska
- archidiecezja lwowska
- diecezja kielecka
- diecezja krakowska
- diecezja lubelska
- diecezja przemyska
- diecezja bakowska

Rosja
metropolia mohylewska
- archidiecezja mohylewska
- diecezja mińska
- diecezja wileńska
- diecezja kamieniecka
- diecezja łucko-żytomierska
- diecezja żmudzka

## Podział administracyjny Kościoła rzymskokatolickiego na ziemiach polskich w latach 1815–1918
W wyniku zmian granic dokonanych podczas kongresu wiedeńskiego (1815) zmienił się również podział administracyjny Kościoła katolickiego. W 1818 powołana została metropolia warszawska obejmująca teren Królestwa Polskiego. W ramach metropolii powołano nowe diecezje: kujawsko-kaliską (w miejsce kujawskiej), augustowską (w miejsce wigierskiej), sandomierską i podlaską. Zlikwidowana została diecezja kielecka (jej tereny przyłączono do diecezji krakowskiej, zarządzali nimi administratorzy apostolscy). W zaborze austriackim w 1821 przywrócona została diecezja tarnowska (w latach 1821–1826 pod nazwą diecezja tyniecka). W zaborze pruskim w 1821 archidiecezja gnieźnieńska i diecezja poznańska zostały połączone unią personalną. W tym samym roku diecezja wrocławska została podporządkowana Stolicy Apostolskiej.
Po upadku powstania styczniowego rząd Imperium Rosyjskiego zlikwidował diecezję mińską, a obszar, nad którym sprawowała kuratelę, został włączony do diecezji wileńskiej, kamieniecką (w 1866, administrację przejęli biskupi łucko-żytomierscy) i podlaską (administrację przejęli biskupi lubelscy). Wszystkie trzy diecezje zostały przywrócone w 1918. Ponadto w 1848 powołana została diecezja tyraspolska (leżąca poza granicami przedrozbiorowymi), a w 1882 przywrócona została diecezja kielecka.
W 1918 podział administracyjny Kościoła katolickiego na ziemiach polskich przedstawiał się następująco:
Zabór pruski
metropolia gnieźnieńska i metropolia poznańska (od 1821 w unii personalnej aeque principaliter z archidiecezją gnieźnieńską)
- archidiecezja gnieźnieńska
- archidiecezja poznańska
- diecezja chełmińska

Diecezje podległe bezpośrednio Stolicy Apostolskiej:
- diecezja warmińska

Królestwo Polskie
metropolia warszawska
- archidiecezja warszawska
- diecezja płocka
- diecezja kujawsko-kaliska
- diecezja lubelska
- diecezja augustowska
- diecezja sandomierska
- diecezja kielecka
- diecezja janowska

Zabór rosyjski
metropolia mohylewska
- archidiecezja mohylewska
- diecezja mińska
- diecezja wileńska
- diecezja kamieniecka
- diecezja łucko-żytomierska
- diecezja żmudzka
- diecezja tyraspolska

Zabór austriacki
metropolia lwowska
- archidiecezja lwowska
- diecezja tarnowska
- diecezja przemyska

Diecezje podległe bezpośrednio Stolicy Apostolskiej:
- diecezja krakowska do 1807 podległa metropolii gnieźnieńskiej, w latach 1807–1818 podlegała pod metropolię lwowską, a w latach 1818–1880 pod metropolię warszawską, od 1880 podlegała Stolicy Apostolskiej